# 吉田熊次

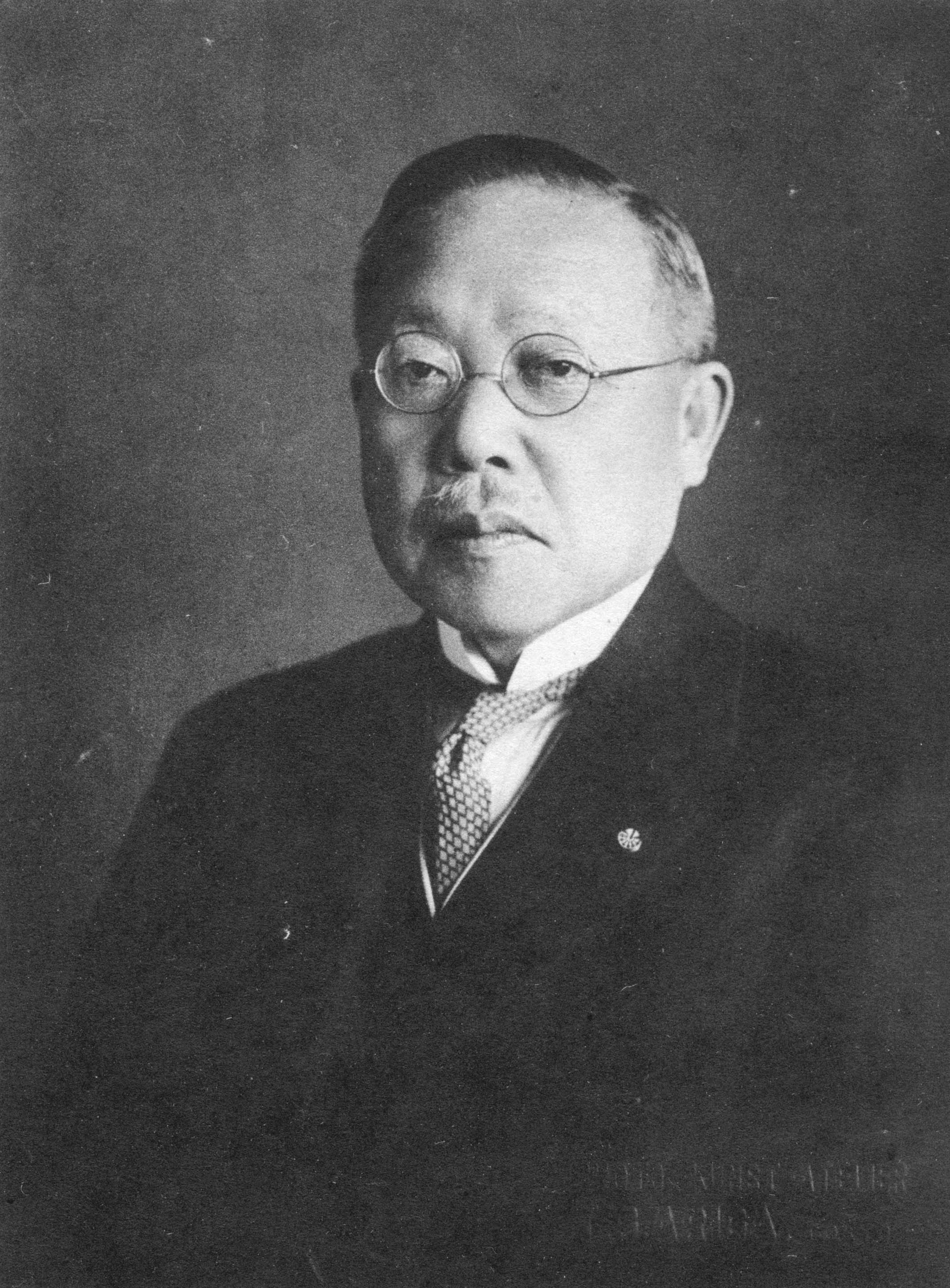
吉田熊次

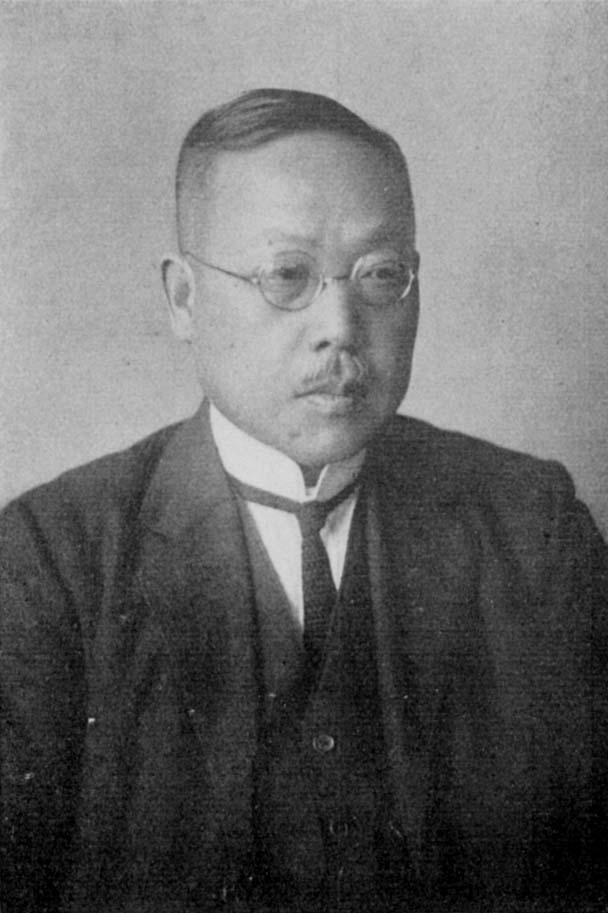
吉田熊次

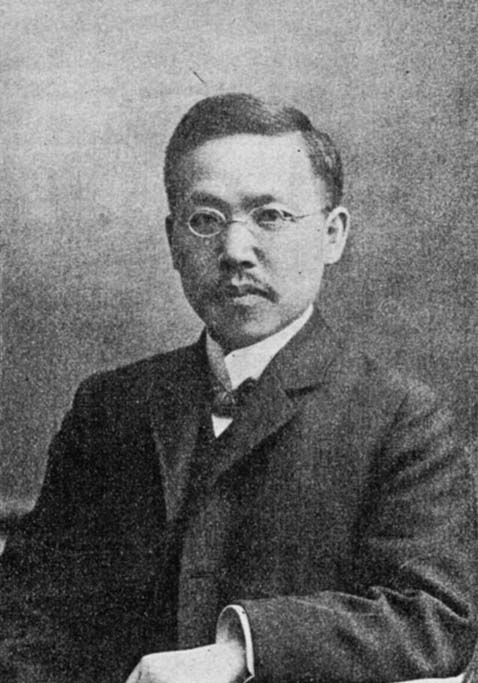
吉田熊次

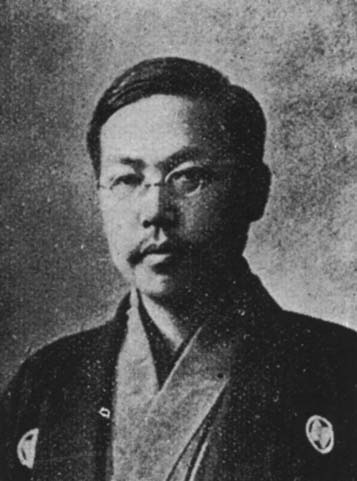
吉田熊次

吉田 熊次（よしだ くまじ、1874年（明治7年）2月27日 - 1964年（昭和39年）7月15日）は、日本の教育学者。文学博士。東京帝国大学教授。

## 経歴
山形県東置賜郡中川村（現在の南陽市）出身。1897年（明治30年）第一高等中学校卒業、1900年（明治33年）東京帝国大学文科大学哲学科を卒業、大学院に学んだ。1903年（明治36年）、倫理学研究のためフランス、ドイツに留学した。1904年（明治37年）、東京女子高等師範学校教授・東京高等師範学校教授に就任。1907年（明治40年）、東京帝国大学文科大学助教授、1912年（明治45年）には文学博士の学位を取得した。1916年（大正5年）、東京帝国大学文学部教授に就任。1934年（昭和9年）東京帝国大学を退官し、名誉教授となった。同年、国民精神文化研究所研究部長。
1936年（昭和11年）には『国体の本義』の編纂委員を務めた。
1943年（昭和18年）国民精神文化研究所を退官。1964年（昭和39年）7月15日、肺炎のため死去。

## 著書
- 『ドェーリング氏教育学』（育成会、1901年）
- 『ベルゲマン氏社会的教育学及進化的倫理学』（育成会、1901年）
- 『社会的倫理学』（有朋館、1904年）
- 『社会的教育学講義』（金港堂、1904年）
- 『現今の教育及倫理問題』（金港堂、1904年）
- 『実験教育学の進歩』（同文館、1908年）
- 『系統的教育学』（弘道館、1909年）
- 『訓練論』（弘道館、1910年）
- 『教育的倫理学』（弘道館、1910年）
- 『女子研究』（同文館、1911年）
- 『国民道徳と教育』（目黒書店、1911年）
- 『教育教授の諸問題』（目黒書店、1913年）
- 『国民道徳の教養』（弘道館、1913年）
- 『社会教育』（敬文館、1913年）
- 『教育学教科書』（目黒書店、1915年）
- 『独逸の教育』（冨山房、1915年）
- 『現今教育思潮批判』（日本学術普及会、1915年）
- 『教育史教科書』（目黒書店、1917年）
- 『教育の米国』（冨山房、1918年）
- 『我が国民道徳』（弘道館、1918年）
- 『各科教授法教科書』（目黒書店、1919年） - 大庭儀三郎と共著
- 『輓近教育問題の研究』（天佑社、1919年）
- 『国民道徳とデモクラシー』（目黒書店、1919年）
- 『教育大意要義』（目黒書店、1920年）
- 『現今教育学説の根本思潮』（目黒書店、1921年）
- 『倫理上より観たる我国体』（明治出版社、1921年）
- 『子供を良く育てる法』（大日本児童協会、1922年）
- 『本邦教育史概説』（目黒書店、1922年）
- 『最近教育思潮』（教育研究会、1923年）
- 『新教育思潮の批判』（教育研究会、1923年）
- 『輓近の教育及教育学』（教育研究会、1925年）
- 『教育の根本概念』（都村有為堂出版部、1925年）
- 『国体と倫理』（冨山房、1925年）
- 『倫理学概論』（目黒書店、1926年）
- 『教育学原論』（教育研究会、1927年）
- 『教育史綱要』（目黒書店、1927年）
- 『教育学綱要』（目黒書店、1928年）
- 『本邦教育史概説』（目黒書店、1929年）
- 『陶冶と価値』（目黒書店、1929年）
- 『西洋教育史概説』（目黒書店、1930年）
- 『女子教育の理念』（同文書院、1931年）
- 『教育及び教育学の本質』（目黒書店、1931年）
- 『社会教育原論』（同文書院、1934年）
- 『教育学説と我が国民精神』（目黒書店、1934年）
- 『国民思想と教育』（青年教育普及会、1935年）
- 『日本教育の理念』（北海出版社、1936年）
- 『修身教授と国民道徳』（弘道館、1937年）
- 『教育目的論』（目黒書店、1938年）
- 『日本教育の理念』（啓文社、1939年）
- 『国民学校教育論』（教育研究会、1941年）
- 『ソ聯邦に於ける教育改革と教育思想』（畝傍書房、1942年）
- 『教育方法論』（目黒書店、1942年）
- 『国民学校教育論』（教育日本、1943年）

## 論文
- 「敎育者としての西村茂樹」『教育』第1巻 1号、1933年

## 親族
- 井上哲次郎 - 妻の父[3]。哲学者。東京帝国大学教授。貴族院議員。